# Le Mesnil-Saint-Denis
Le Mesnil-Saint-Denis is een gemeente in het Franse departement Yvelines (regio Île-de-France) en telt 6518 inwoners (1999). De plaats maakt deel uit van het arrondissement Rambouillet.

## Geografie
De oppervlakte van Le Mesnil-Saint-Denis bedraagt 9,0 km², de bevolkingsdichtheid is 724,2 inwoners per km².
De onderstaande kaart toont de ligging van Le Mesnil-Saint-Denis met de belangrijkste infrastructuur en aangrenzende gemeenten.

## Demografie
Onderstaande figuur toont het verloop van het inwonertal (bron: INSEE-tellingen).